# Weickersdorf (Vestenbergsgreuth)
Weickersdorf ist ein Gemeindeteil des Marktes Vestenbergsgreuth im Landkreis Erlangen-Höchstadt (Mittelfranken, Bayern). Weickersdorf liegt in der Gemarkung Frimmersdorf.

## Geografie
Das Weiler liegt an der Kleinen Weisach. Im Süden grenzt eine bewaldete Anhöhe an. Das Waldgebiet heißt Drei Brüder. Eine Gemeindeverbindungsstraße verläuft nach Hermersdorf zur Kreisstraße ERH 20/NEA 3 (0,9 km westlich). Eine weitere Gemeindeverbindungsstraße verläuft zur Kreisstraße ERH 18 (0,3 km nördlich) zwischen Hermersdorf und Frimmersdorf bzw. zur NEA 3 (0,7 km südlich) zwischen Hermersdorf und Uehlfeld.

## Geschichte
Der Ort wurde 1297 als „Wigmansdorf“ und 1312 als „Weikmansdorf“ urkundlich erwähnt. Das Bestimmungswort des Ortsnamens ist Wigmann, der Personenname des Ortsgründers. Das Kloster Ebrach verkaufte 1416 seine Güter und Rechte im Ort an den Nürnberger Patrizier Peter Rieter, der seine Ansprüche aber bereits 1418 an Götz Pfann abtrat. Infolge des Dreißigjährigen Kriegs verödete der Ort. Erst 1674 wohnte dort wieder eine Familie mit vier Seelen.
Gegen Ende des 18. Jahrhunderts gab es in Weickersdorf 5 Anwesen. Die Hochgerichtsbarkeit war umstritten zwischen dem bambergischen Centamt Höchstadt, dem Castellschen Amt Burghaslach und dem brandenburg-bayreuthischen Kasten- und Jurisdiktionsamt Dachsbach. Die Dorf- und Gemeindeherrschaft hatten das Kastenamt Dachsbach und das Landesalmosenamt der Reichsstadt Nürnberg gemeinsam inne. Grundherren waren das Kastenamt Dachsbach (1 Sölde) und die Reichsstadt Nürnberg (Landesalmosenamt-Vogtei Lonnerstadt: 1 Hof; Spitalamt: 1 Hof, 2 Sölden).
Im Rahmen des Gemeindeedikts wurde Frimmersdorf dem 1808 gebildeten Steuerdistrikt Unterwinterbach und der 1818 gebildeten Ruralgemeinde Frimmersdorf zugeordnet.
Am 1. Januar 1974 wurde Weickersdorf im Zuge der Gebietsreform in den Markt Vestenbergsgreuth eingegliedert.

### Einwohnerentwicklung
| Jahr      | 001819 | 001861 | 001871 | 001885 | 001900 | 001925 | 001950 | 001961 | 001970 | 001987 | 002020 |
| Einwohner | 39     | 37     | 36     | 37     | 36     | 32     | 35     | 23     | 27     | 25     | 27     |
| Häuser    |        |        | 7      | 7      | 6      | 8      | 7      |        | 6      |        |        |
| Quelle    | [ 9 ]  | [ 10 ] | [ 11 ] | [ 12 ] | [ 13 ] | [ 14 ] | [ 15 ] | [ 16 ] | [ 17 ] | [ 18 ] | [ 1 ]  |

## Religion
Der Ort ist seit der Reformation evangelisch-lutherisch geprägt und nach St. Jakobus (Uehlfeld) gepfarrt. Die Einwohner römisch-katholischer Konfession sind nach St. Georg (Höchstadt an der Aisch) gepfarrt.